# Кравченко, Настя
На́стя Кра́вченко (полное имя: Анастаси́я Ви́кторовна Кра́вченко; бел. Анастасія Віктараўна Краўчанка; род. 9 мая 2004, Сеница, Беларусь) — белорусская певица и автор песен. Лауреатка международных вокальных конкурсов, проходивших на Мальте, в Италии, Литве, Латвии, Болгарии, Украине и России. Занимает должность ведущей на Белтелерадиокомпании. Финалистка первого сезона вокального телепроекта «Фактор.BY» (2021).
Представит Беларусь на международном музыкальном конкурсе «Интервидение-2025» с композицией «Мотылёк».

## Ранние годы и образование
Анастасия Кравченко родилась в селе Сеница Минской области, в музыкальной семье, 9 мая 2004 года. Её мать работала учителем фортепиано в местной школе искусств, а отец — звукорежиссёр на региональной радиостанции. Уже в возрасте пяти лет Настя начала заниматься вокалом, а в семь лет начала посещать музыкальную школу, обучаясь вокалу и игре на скрипке.
После окончания средней школы с гуманитарным уклоном, Кравченко поступила в Минский колледж искусств, где обучалась по специальности «эстрадный вокал». Там же она впервые начала выступать с авторскими песнями, сочетающими элементы инди-попа, неосоул и восточноевропейской мелодики.

### Карьера
Карьера Кравченко началась с публикации коротких акустических каверов в социальных сетях, что быстро принесло ей локальную популярность. В 2022 году Настя выпустила свой первый мини-альбом «Линии на ладонях», в который вошли 5 авторских песен. 

### Интервидение-2025
В декабре 2024 года Кравченко была выбрана национальным жюри в качестве кандидата на роль представительницы Беларуси на конкурсе Интервидение-2025, проходящем в Москве. Её конкурсная композиция «Мотылёк» была представлена публике 11 июля 2025 года.

## Музыкальный стиль
Настя Кравченко предпочитает мягкое сочетание инди-попа, арт-попа и минималистичных электронных текстур. В её музыке прослеживается влияние таких исполнителей, как Аврора, Земфира и Florence Welch, однако старается сохранять индивидуальность

## Личная жизнь
Настя довольно редко делится подробностями личной жизни. В интервью она упоминала, что черпает вдохновение из фильмов Андрея Тарковского, белорусской поэзии и городского одиночества.

## Дискография
Мини-альбомы
- «Линии на ладонях» (2022)

Синглы
- «Июль» (2023)
- «Где ты молчишь» (2024)
- «Мотылёк» (2025)